# John William Dawson

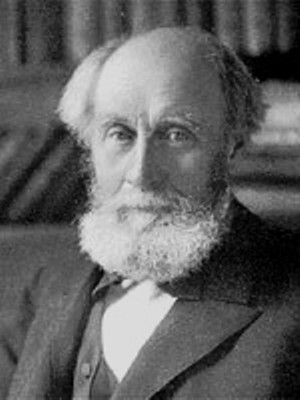
John William Dawson

Sir John William Dawson, genannt William Dawson (* 13. Oktober 1820 in Pictou, Nova Scotia; † 19. November 1899 in Montreal, Québec) war ein britisch-kanadischer Geologe, Paläontologe und Schulreformer. Er erforschte besonders die Geologie und Paläontologie von Nova Scotia.
Die kanadische Regierung, vertreten durch den für das Historic Sites and Monuments Board of Canada zuständigen Minister, ehrte Dawson am 20. Mai 1943 posthum für sein Wirken und erklärte ihn, wie seinen Sohn im Jahr 1937, zu einer „Person von nationaler historischer Bedeutung“.

## Leben und Wirken
Dawson hatte schottische Vorfahren und studierte nach dem Besuch der Pictou Academy an der Universität Edinburgh mit dem Abschluss 1842. Dort studierte er Geologie und Naturgeschichte bei Robert Jameson. Nach seinem Studium ging er wieder nach Nova Scotia. 1850 bis 1853 war er Superintendent für Erziehung in Nova Scotia, wobei er sich für Reformen einsetzte und darin dem US-amerikanischen Pädagogen Henry Barnard folgte, mit genauen Vorstellungen über die Architektur und Einrichtung von Schulen. Neben seiner offiziellen Tätigkeit, für die er viel auf Reisen war, studierte er die Geologie Kanadas und sammelte Fossilien. Ab 1855 bis 1893 war er Professor für Geologie und Prinzipal der McGill University.
1852 besuchte Charles Lyell, der berühmte schottische Vordenker der modernen Geologie, Nova Scotia im Rahmen seiner dritten Nordamerika-Reise, und Dawson begleitete ihn dabei. Auf dieser Exkursion entdeckten sie in oberkarbonischen Sedimentgesteinen der Kliffküste der „South Joggins“ die fossilen Überreste eines landbewohnenden Temnospondylen, die 1853 von Richard Owen unter dem Namen Dendrerpeton acadianum erstbeschrieben wurden. Damit legten die beiden den Grundstein für die Erforschung eines der weltweit am vollständigsten überlieferten Ökosysteme des Oberkarbons. Nachfolgend führte Dawson weitere Ausgrabungen in dieser Lokalität durch, wobei er unter anderem auf die Knochen einer Landwirbeltierart stieß, die er 1860 zu Ehren Lyells unter dem Namen Hylonomus lyelli beschrieb, und die heute als eins der frühesten Reptilien bzw. einer der frühesten Amnioten gilt.
Er untersuchte die Pflanzen der fossilen paläozoischen Kohlewälder in Nova Scotia. 1859 beschrieb er als einer der Ersten Pflanzen aus dem Devon und veröffentlichte auch später viel über Paläobotanik. Mit ihm verbunden ist auch die Beschreibung des Eozoon canadense (1865) aus präkambrischen Kalksteinen aus Quebec, die damals von ihm als Foraminiferen-Verwandte und älteste Fossilien angesehen wurden, heute aber als metamorphe mineralische Bildung angesehen werden. Obwohl er infolge seiner geologischen und paläontologischen Studien davon überzeugt war, dass „die Natur“ ein in geologischen Zeiträumen veränderliches System ist, blieb er kreationistischen Ideen verhaftet und lehnte die Auffassung ab, dass Menschen und Menschenaffen biologisch engste Verwandte sind.
1860 wurde er in die American Academy of Arts and Sciences gewählt, 1862 wurde er Fellow der Royal Society und Mitglied der American Philosophical Society. Er war der erste Präsident der Royal Society of Canada. 1881 wurde er Mitglied des Order of St. Michael and St. George und 1884 wurde er als Knight Bachelor geadelt. 1893 war er Präsident der Geological Society of America. 1895 wurde er zum Ehrenmitglied (Honorary Fellow) der Royal Society of Edinburgh gewählt. Zu seinen Ehren wurde das Mineral Dawsonit benannt.
Er war seit 1847 mit Margaret Ann Young Mercer (1823–1913) verheiratet, die Präsidentin der Ladies Bible Association war und mit anderen eine Schule für Mädchen in Montreal gründete. Sein Sohn George Mercer Dawson war ebenfalls ein bekannter Geologe und Direktor des Geological Survey of Canada. Seine Tochter Anna Lois Dawson heiratete den Mineralogen, Autoren und Professor für Chemie und Metallurgie an der McGill University Bernard James Harrington.

## Schriften (Auswahl)
- Acadian Geology - The geological structure, organic remains and mineral resources of Nova Scotia, New Brunswick, and Prince Edward Island. 1855 (archive.org), 2. Auflage 1868 (doi:10.5962/bhl.title.38560), 3. Auflage 1878, 4. Auflage 1891 (doi:10.5962/bhl.title.38814)
- Air-breathers of the Coal Period. Montreal 1863 (archive.org)
- The Story of the Earth and Man. Toronto 1873 (doi:10.5962/bhl.title.38593), 6. Auflage 1880
- The Dawn of Life. 1875
- Fossil Men and their Modern Representatives. 1880
- Geological History of Plants. New York 1888 (doi:10.5962/bhl.title.38250)
- The Canadian Ice Age., Montreal 1893 (doi:10.5962/bhl.title.38902)
- Modern Ideas of Evolution as Related to Revelation and Science. 1890
- The origin of the world according to Revelation and Science. New York 1877 (Project Gutenberg)
- Fifty years of work in Canada. London 1901